# Дорский, Семён Львович
Семён Львович Дорский  (бел. Дорскі Сямён Львовіч; 20 октября 1920, Минск — 14 января 1992) — советский переводчик и преподаватель высшей школы. Кандидат филологических наук (1961), доцент (1965). Член СП БССР с 1980 года. Участник Великой Отечественной войны.
Переводил с английского, французского, испанского, итальянского и немецкого языков.
Область научных интересов: словообразование отвлеченных имен существительных в древне-английском языке.
Брат драматурга, директора киностудии «Беларусьфильм» (1961—1964) Иосифа Дорского.

## Биография
Родился 20 октября 1920 года в Минске в семье служащего.
Заочно окончил Московские курсы иностранных языков с дипломом переводчика (1939). Перед войной окончил три курса исторического факультета Белорусского государственного университета. В июне 1941 года эвакуирован в Куйбышевскую область, где работал в колхозе, в сентябре переехал в Уральск, где преподавал историю в средней школе № 1.
С 09.06.1942 по 31.01.1946 в РККА.
В 1942—1943 годах курсант Ленинградского военного училища связи (Уральск). Место службы: 56 авиационная дивизия истребителей Дальнего действия. Воинское звание: младший техник-лейтенант; лейтенант административной службы.
После демобилизации вернулся в Минск, в 1946—1947 гг. работал переводчиком в Управлении ООН по оказанию помощи и реабилитации (United Nations Relief and Rehabilitation Administration, ЮНРРА) при Совете Министров БССР. Окончил Минский педагогический институт (1947).
С 1947 работал в БГУ: в 1947—1955 гг. преподаватель английского языка, в 1955—1962 гг. заведующий кафедрой английского языка Белорусского государственного университета.
С 1962 в Минском педагогическом институте иностранных языков: в 1962—1983 гг. доцент кафедры лексикологии (позже стилистики) английского языка Минского государственного педагогического института иностранных языков:52.
Литературную деятельность начал со стихов (газета «Уральская правда», 1941—1942).
Печатался с 1957. Переводил с немецкого, английского, французского и испанского языков. На белорусский язык перевёл романы П.Абрахамса «Венок Майклу Удомо» (1959), пьесу Э.Золя «Наследники Рабурдена» (1960) и т. д.
Скончался 14 января 1992 года.  Похоронен в Минске  на Восточном кладбище (где покоился его старший брат Иосиф).

## Сочинения
Издал около 150 художественных переводов из английского, немецкого, французского и испанского языков на белорусский.
- Дорский, Семен Львович. Словообразование отвлеченных имен существительных в древнеанглийском языке [Текст] : (Суффиксальное и полусуффиксальное) / М-во высш., сред. спец. и проф. образования БССР. Белорус. гос. ун-т им. В. И. Ленина. — Минск : Изд-во Белгосун-та, 1960. — 162 с.

## Награды
Медаль «За победу над Германией в Великой Отечественной войне 1941—1945 гг.»
Орден Отечественной войны II степени